# Anastazije II., bizantski car
Anastazije II. (grč. Ἀναστάσιος Β΄, Anastasios Β΄) († 721.), bizantski car od 713. godine, došao na vlast nakon svrgavanja njegova prethodnika Filipika Bardana.  Dva tjedna nakon što je preuzeo vlast dao je oslijepiti stratega temata Opsikijaca Georgija Burafa i Teodora Mijacesa. Obojica su sudjelovala u uroti i svrgavanju cara Filipika Bardana. Car je na taj način uklonio potencijalne suparnike na carsko prijestolje, a tada se posvetio sve jačoj prijetnji, koju su predstavljali Arapi u Galaciji. Zbog te je opasnosti dao obnoviti kopnene i morske zidine Carigrada, te je naredio da se prikupe zalihe žita i da se izrade opsadni strojevi. Otpočeo je i mirovne pregovore s kalifom Validom II.
Carigradski patrijarh Ivan VI., koji je pristajao uz cara Filipika Bardana i njegovo krivovjerno monoteletističko učenje je smijenjen, a na patrijaršku stolicu je izabran German, koji je dotada bio metropolit Cizika. Car Anastazije II. je ponovno prihvatio odluke šestog ekumenskog koncila. 
U proljeće 715. car je poslao flotu na otok Rod da napadne saracensku flotu, no dok su bili na otoku trupe iz pomorskog temata Opsikija su se pobunile i za cara proglasile sakupljača poreza Teodozija III. pobunjenici su se vratili natrag u Carigrad i opsjedali ga šest mjeseci. Anastazije II. se povukao u Niceju. Tu se s njim sastao patrijarh German i uvjerio ga neka se preda. Anastazije II. je abdicirao i zaredio se. Prognan je u Solun. Godine 719. vratio se iz progonstva. Bugarski knez Tervel mu je dao novčanu pomoć i trupe da napadne Leona III. , no kasnije ga je predao Leonu, a ovaj ga je osudio na smrt i dao pogubiti 1. lipnja iste godine. Supruga Irena ga je sahranila u crkvi Svetih apostola u Carigradu, gdje kasnije i sama pokopana.

## Vanjske poveznice
- Anastasius II - Britannica Online (engl.)

| Prethodnik:                | Bizantski carevi | Nasljednik:                |
| Filipik Bardan (711.-713.) | Bizantski carevi | Teodozije III. (715.-717.) |